# ترمز دیسک

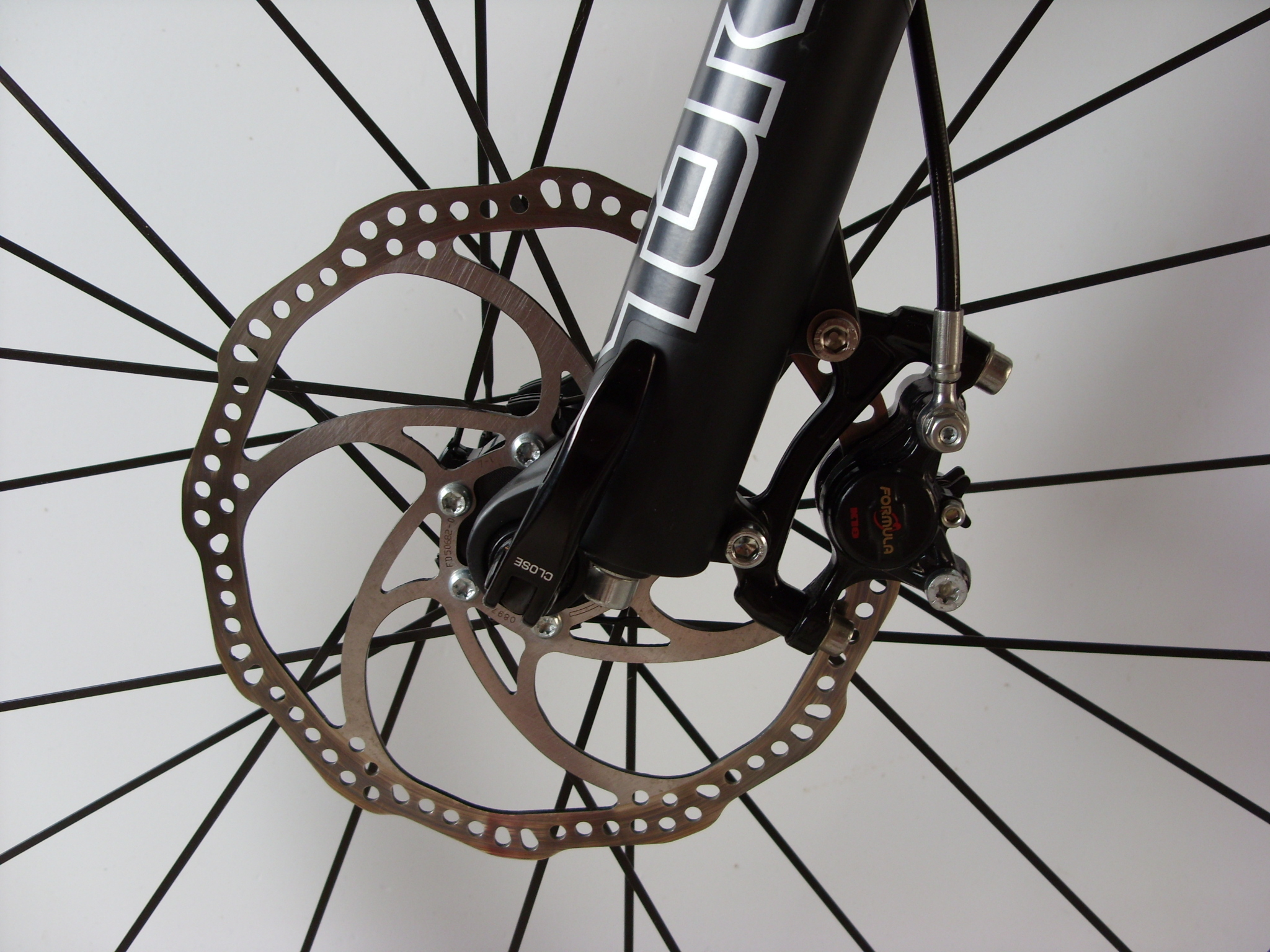
تصویر کالیپیر ترمز دیسک هیدرولیک دوچرخه

دیسک دوچرخه دیسک دوچرخه که با نام Disc brakes شناخته می‌شود نوعی پرطرفدار از ترمز دوچرخه است. ترمزهای دیسک دوچرخه به دو دسته روغنی و مکانیکی تقسیم می‌شوند.

## ترمز دیسک روغنی
سیستم‌های ترمز روغنی، یک پیستون در کتی ترمز دارند که پیستون اصلی یا Master نامیده می‌شود. این پیستون، مایع یا روغن ترمز را از طریق لوله  ترمز به مجموعه دیگری از پیستون‌ها در کالیپر فشار می‌دهد که پیستون‌های پیرو یا Slave نام دارند. پیستون‌های پیرو، لنت‌ها را روی  دیسک فشار می‌دهند. به این دلیل که مایع روغن، فشرده یا خم نمی‌شود، سیستم‌های ترمز روغنی عملکرد بسیار بهتری نسبت به سیستم‌های مکانیکی یا همان ترمزهای دیسکی سیمی دارند.

## ترمز دیسک مکانیکی
عمل انتقال فشار لنت‌ها بر روی صفحه دیسک به وسیله کابل یا سیم ترمز انجام می‌شود. و لنت ترمز در سو ثابت است و با گرفتن ترمز تنها یک لنت فعال می‌شود و با فشار صفحه دیسک را به لنتی که ثابت است فشار می‌دهد و این عمل باعث ترمز گرفتن می‌شود. به دلیل آنکه لنت ترمز در سیستم‌های ترمز از یک سو ثابت است، عمل قدرت ترمزگیری در این سیستم به اندازه ترمز دیسک هیدرولیک دوچرخه نمی‌رسد.